# Alla breve
Az alla breve (olasz) zenei szakkifejezés, mely a 2/2-es, 4/2-es vagy 1/2-es (=nagy alla breve) ütemmutatót jelöli. A breve rövidet jelent, és ezért az alla breve egy viszonylag gyors tempót jelöl. Jelölése a jobb oldalon látható.
Kb. 1700 óta létezik.